# Борле, Оливия
Оливия Борле (фр. Olivia Borlée; род. 10 апреля, 1986, Волюве-Сен-Ламбер, Брюссельский столичный регион, Бельгия) — бельгийская легкоатлетка, бегунья на короткие дистанции, специализирующаяся на дистанции 100 метров. Золотой призёр летних Олимпийских игр 2008 года в эстафете 4*100 метров и бронзовый призёр чемпионата мира 2007 года в эстафете 4*100 метров.

## Биография
У Оливии есть братья-близнецы Джонатан и Кевин и младший брат Дилан, которые также являются спринтерами мирового уровня. Их тренирует отец, Жак Борле.